# Смирнов, Александр Николаевич (джазовый пианист)
Алекса́ндр Никола́евич Смирно́в (27.07.1949 — 13.05.2007) — советский, российский и латвийский джазовый пианист, преподаватель, автор джазовых аранжировок и композиций.

## Биография
Родился 27 июля 1949 в г. Зеленоградск Калининградской обл. (Родители: Николай Михайлович, штурман на флоте и Лидия Степановна, врач). Занимался музыкой с 8 лет. В 1964 году поступил в Калининградское музыкальное училище по классу фортепиано, параллельно оканчивая 10 класс. По окончании училища 2 года служил в военном училище г. Калининграда.
После армии работал в Калининградской филармонии и в составе различных ансамблей, в том числе «С берега янтарного», «О чем поют гитары» (с последним гастролировал по городам СССР). Был музыкальным руководителем ансамбля «XX век» (в состав коллектива за время его существования входили разные музыканты, в том числе Владимир Родионов, Михаил Рейн, Татьяна Засыпкина (Высоцкая); худ. руководитель — Владимир Маслов). В 1977-78 работал совместно с Владимиром Высоцким.
В 1971 году женился, в браке родилось двое дочерей.
В 1983 переехал в г. Елгава Латвийской ССР. Работал в Рижском эстрадном объединении, а с 1984 г. — в оркестре радио и телевидения под руководством Раймонда Паулса в качестве пианиста и второго дирижера. В составе разных ансамблей гастролировал в Финляндии, Швеции, Норвегии, Германии, Польше, а также выступал в посольстве Риги на встрече с президентом США Биллом Клинтоном.
Автор целого ряда джазовых композиций и аранжировок (включая джазовые переложения латышских песен). В 1985 году записал свой первый диск. В 1999 к 50-летию А. Смирнова в Риге был издан диск «What’s New».
С 2002 года, вернувшись в Калининград, преподавал фортепиано и руководил студенческим джазовым оркестром в Калининградском музыкальном колледже им. С. В. Рахманинова.
В последние годы жизни выступал в составе джазового трио с гитаристом Владимиром Масловским и контрабасистом Владимиром Родионовым.
Коллеги и друзья вспоминают Александра Николаевича как интеллигентного человека исключительной деликатности и профессионализма, для которого на первом месте всегда стояли самодисциплина, трудоспособность и дипломатичность.
Дети: Екатерина Александровна (1973 г.р.), преподаватель французского языка; Дарья Александровна (1979 г.р.), выпускница музыкальной академии г. Риги.